# Klostergarten

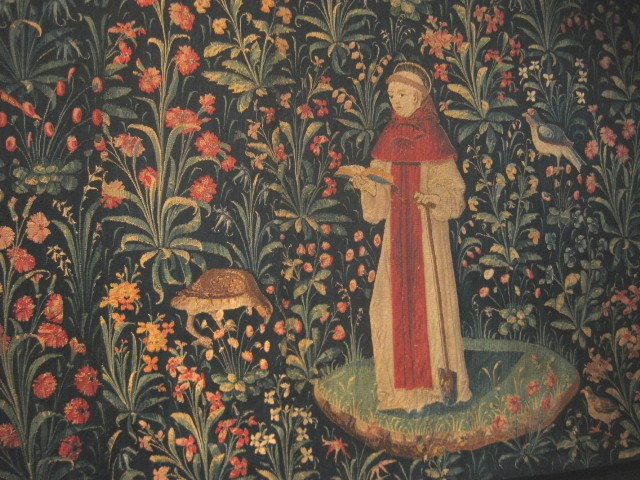
Der Mönchsvater Antonius. Tapisserie, 15. Jh.

Ein Klostergarten ist eine Gartenanlage in Verbindung mit einem Kloster. Der mittelalterliche Klostergarten war ursprünglich ein Nutzgarten zum Zweck monastischer Autarkie. Die Gestaltung war von christlicher Symbolik und Weltdeutung beeinflusst. Der Klostergarten spielte in der Entwicklung von Pflanzen- und Heilmittelkunde zu wissenschaftlichen Disziplinen eine wichtige Rolle. Die Klöster nahmen mit ihren Gärten maßgeblichen Einfluss auf den Anbau von Pflanzen, deren Verbreitung in der Natur- und Kulturlandschaft und deren Verwendung in Ernährung, Medizin, Kultus und Alltag. Heutige „mittelalterliche“ Klostergärten sind Rekonstruktionen anhand weniger schriftlicher und bildlicher Quellen und vereinzelter archäologischer Befunde.

## Entstehung und Anlage

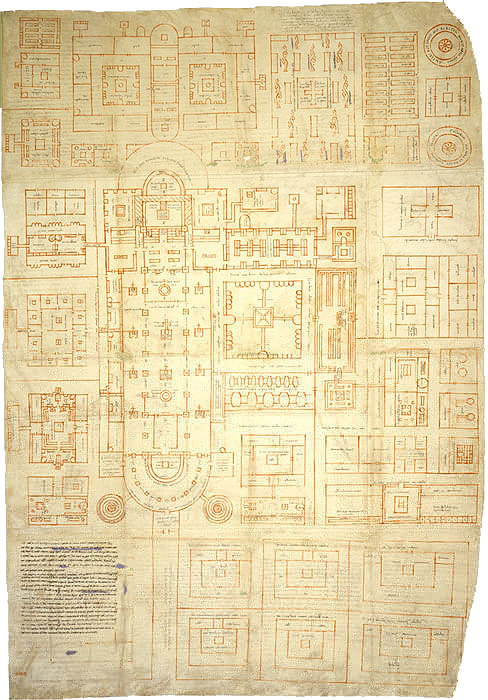
St. Galler Klosterplan, 9. Jh. Am oberen Rand links befindet sich der kleine Kräutergarten mit acht Beeten in zwei Reihen, weiter rechts das zweiteilige Sanatoriumsgebäude über der Klosterkirche, dann der Baumgarten (gleichzeitig Friedhof); noch weiter rechts, aber noch nicht ganz am Rand, liegt der eigentliche Klostergarten mit achtzehn Beeten in zwei Zeilen.

Vorbilder für die Gärten der in der ausgehenden Antike entstandenen Klöster sind die römischen Landvillen. Hier wie dort dienten Gemüse- und Baumkulturen der Selbstversorgung. Die monastische Autarkie mit Hilfe eines Gartens war bereits in der im 6. Jahrhundert verfassten Benediktusregel vorgegeben:

“Monasterium autem, si possit fieri, ita debet constitui ut omnia necessaria, id est aqua, molendinum, hortum, vel artes diversas intra monasterium exerceantur.”

„Das Kloster soll, wenn möglich, so angelegt werden, dass sich alles Notwendige, nämlich Wasser, Mühle und Garten, innerhalb des Klosters befindet und verschiedene Arten des Handwerks dort ausgeübt werden können.“

Bis zum Ende des Mittelalters waren die Gärten einfacher gestaltet, oft mit rechteckigem Grundriss, worin zeilenweise Beete angelegt und mit Flechtwerk oder Brettern (besonders bei Hochbeeten) eingefasst waren. Neben diesem Nutzgarten für Kräuter und Gemüse befand sich üblicherweise ein Baumgarten. Bei den Kartäusern hielt jeder Mönch wegen der einsiedlerischen Lebensweise einen eigenen kleinen Garten innerhalb der Mauern seines Zellhäusleins. Nahrungspflanzen, die in größeren Mengen benötigt wurden, wie Erbsen, Rüben und Kohl, wurden auf Landgütern außerhalb des Klosters angebaut. Zu diesem Zweck wurden in großem Maßstab Wälder gerodet, besonders von den Zisterziensern, die zusammen mit den Benediktinern eine Hauptrolle im erneuerten Gartenbau spielten und weitab von anderen Siedlungen lebten. Die Urbarmachung neuen Landes durch Klöster sorgte für die weitere Verbreitung von in den Klostergärten angebauten Pflanzen, die von dort aus entkamen und sich in der Wildflora einbürgerten.
Seit dem Hochmittelalter gab es in Klöstern zunehmend auch Zier- oder Lustgärten, nicht wirtschaftlich genutzte Rasenanlagen, die der Ruhe und dem Gebet dienten. Albertus Magnus erläutert in seinem Werk De vegetabilibus (Lib. VII, I, 14: De plantatione viridariorum) die Anlage eines kombinierten Kräuter- und Ziergartens; letzterer nimmt den größeren Teil der Anlage ein, es gibt in ihm eine gefasste Quelle, eine Baumreihe als Begrenzung und Ziergewächse wie Madonnenlilie, Rose, Schwertlilie, Akelei, Veilchen, Salbei, Basilikum, Weinraute und Ysop. Der eigentlichen Gartenkunst verpflichtete Parkanlagen außerhalb des klerikalen Bereichs entstanden aber erst in Renaissance und Barock.
Zur Anlage der Klostergärten sind nur wenige zeitgenössische Informationen erhalten, und es liegen kaum archäologische Befunde vor. Einige Rückschlüsse lassen sich aus Gemälden und Bildern in Stundenbüchern oder auf Wirkteppichen in Millefleurs-Gestaltung ziehen. Am bedeutendsten sind der St. Galler Klosterplan aus dem frühen 9. Jahrhundert und das aus dem Jahr 827 stammende Gedicht Liber de cultura hortorum („Buch über den Gartenbau“) von Walahfrid Strabo, Abt des Klosters Reichenau, auch nur Hortulus („Gärtlein“) genannt. Die karolingische Verordnung für die Bewirtschaftung der kaiserlichen Landgüter und Herrenhöfe aus dem Jahr 812, das Capitulare de villis vel curtis imperii, dürfte mit ihrer umfangreichen Liste von 73 Blumen, Kräutern, Gemüse- und Obstpflanzen und 16 Bäumen den Hortulus und St. Gallen wesentlich beeinflusst haben. Nach diesen Vorgaben werden auch heute sogenannte Karlsgärten bepflanzt.
In den 2000er Jahren wurde der Klostergarten in Braunschweig eröffnet.

## Religiöse Bedeutung
Die Pflanzen der Klostergärten fanden Eingang in die Bücher, die in den Skriptorien hergestellt wurden, und erschienen in stilisierter Form als Verzierungen neben dem Text. Auf der anderen Seite waren im Klostergarten, wo sowohl Kontemplation als auch handwerkliche Arbeit stattfanden, christliche Symbolik und Weltdeutung stets präsent. Die Ordensregeln luden die manuelle Arbeit mit dem Aspekt des Heils auf, das sich auf das Objekt der Arbeit übertrug. Die Obstbäume waren mit ihrem Vegetationsrhythmus (Blüte, Fruchtreife, Winterruhe und erneutes Erblühen) ein Sinnbild der Auferstehung, der Baumgarten diente deshalb oft auch als Klosterfriedhof. Auch immergrüne Pflanzen (Efeu oder Rosmarin) verwiesen auf das ewige Leben. Die angebauten Pflanzen erhielten christianisierte Bezeichnungen, die an die Stelle der volkstümlichen Namen traten, die fallweise wegen ihrer heidnischen Herkunft abgelehnt wurden: Georgenkraut anstelle von Baldrian, Johanniskraut oder Jageteufel anstelle von Hartheu. Pflanzennamen wie Frauenschuh oder Frauenminze leiten sich von der Anrufung Marias als „Unsere liebe Frau“ her.

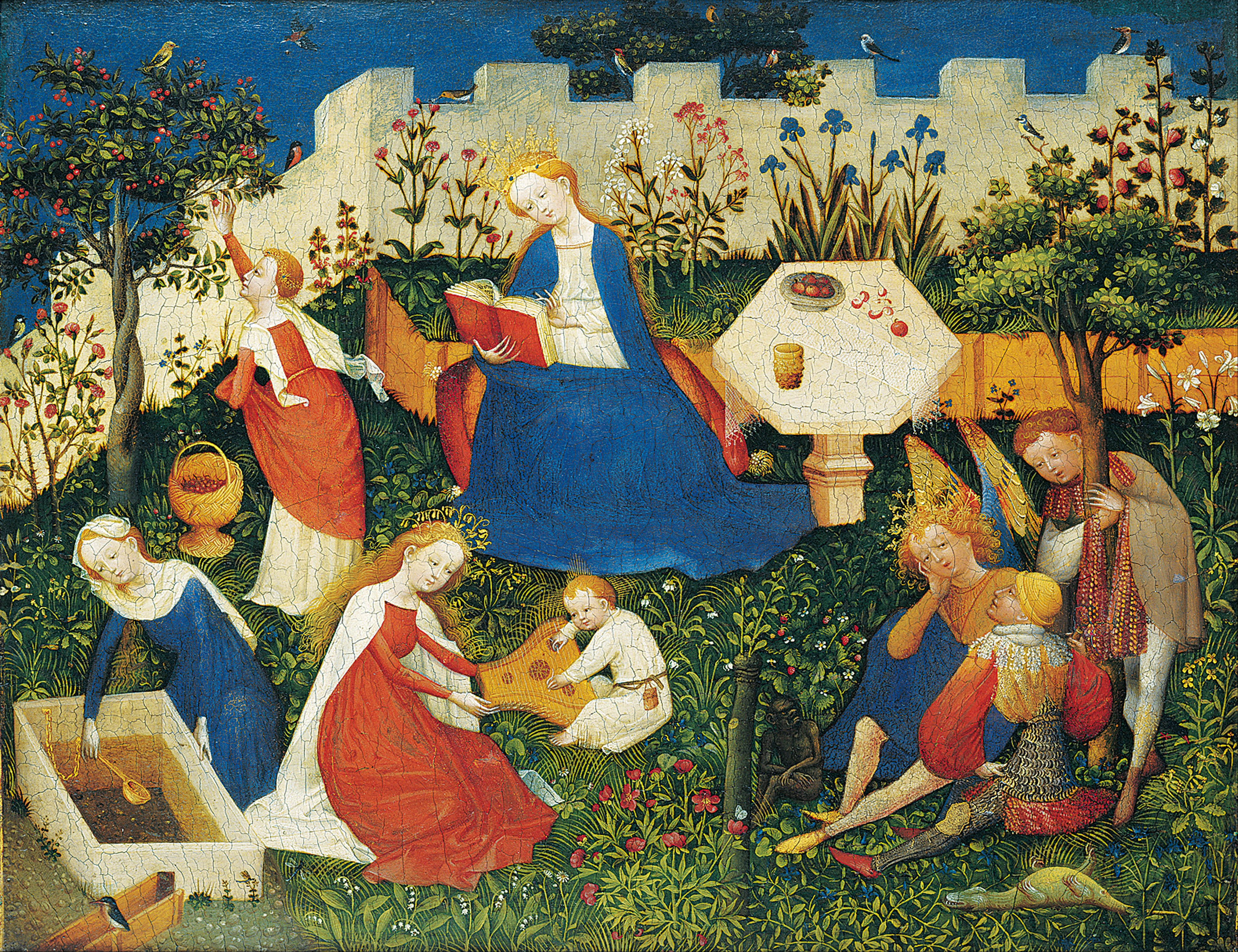
Oberrheinischer Meister: Das Paradiesgärtlein, um 1420

Die Gottesmutter wird auf Altarbildern oder Wirkteppichen oft im Hortus conclusus („verschlossener Garten“) dargestellt. Dort symbolisierten weiße Madonnenlilien ihre Jungfräulichkeit und Reinheit, die dornenlose Rose ihre unerschöpfliche Barmherzigkeit, Anmut und Milde. Das Bild des verschlossenen Gartens geht zurück auf eine Passage des Hohen Liedes, die auf die Jungfrau Maria bezogen wird:

“Hortus conclusus soror mea sponsa hortus conclusus fons signatus.”

„Ein verschlossener Garten ist meine Schwester und Braut, ein verschlossener Garten und versiegelter Quell.“

Der Hortus conclusus repräsentierte das irdische Paradies, außerhalb dessen Einfriedung die heillose Welt ist. Mit Maria als Gottesmutter verband sich dabei die Vorstellung des durch den Sündenfall Adams und Evas verlorenen und durch Christus wieder geöffneten Garten Eden. Oft wird Maria in Gesellschaft eines Einhorns dargestellt, das den menschgewordenen Gott verkörpert und mit seinem Horn die Wirkung von Gift aufheben soll, so wie Christus die Erbsünde überwunden hat. Für die Darstellung des Hortus conclusus standen die Zier- und Baumgärten der Klöster augenfällig Pate. Albertus Magnus empfahl für diese Gärten Pflanzen wie Madonnenlilie, Rose, Schwertlilie, Akelei, Veilchen, Salbei, Weinraute oder Ysop, die in Beziehung zu Maria oder zu Kirche und Kultus (beispielsweise als Altarschmuck oder als Attributpflanzen bei Heiligenfesten) gesetzt wurden. Viele der im Klostergarten angebauten Pflanzen wie Johanniskraut („Jageteufel“) Beifuß oder Disteln erfüllten auch apotropäische Funktionen, indem sie helfen sollten, finsteren Mächte den Zugriff zu verwehren oder Dämonen und Zauberei zu exorzieren. In der kreuzförmigen Wegeführung zur Beeteinteilung wurde eine ähnliche Wirksamkeit erblickt.

## Pflanzen- und Heilmittelkunde

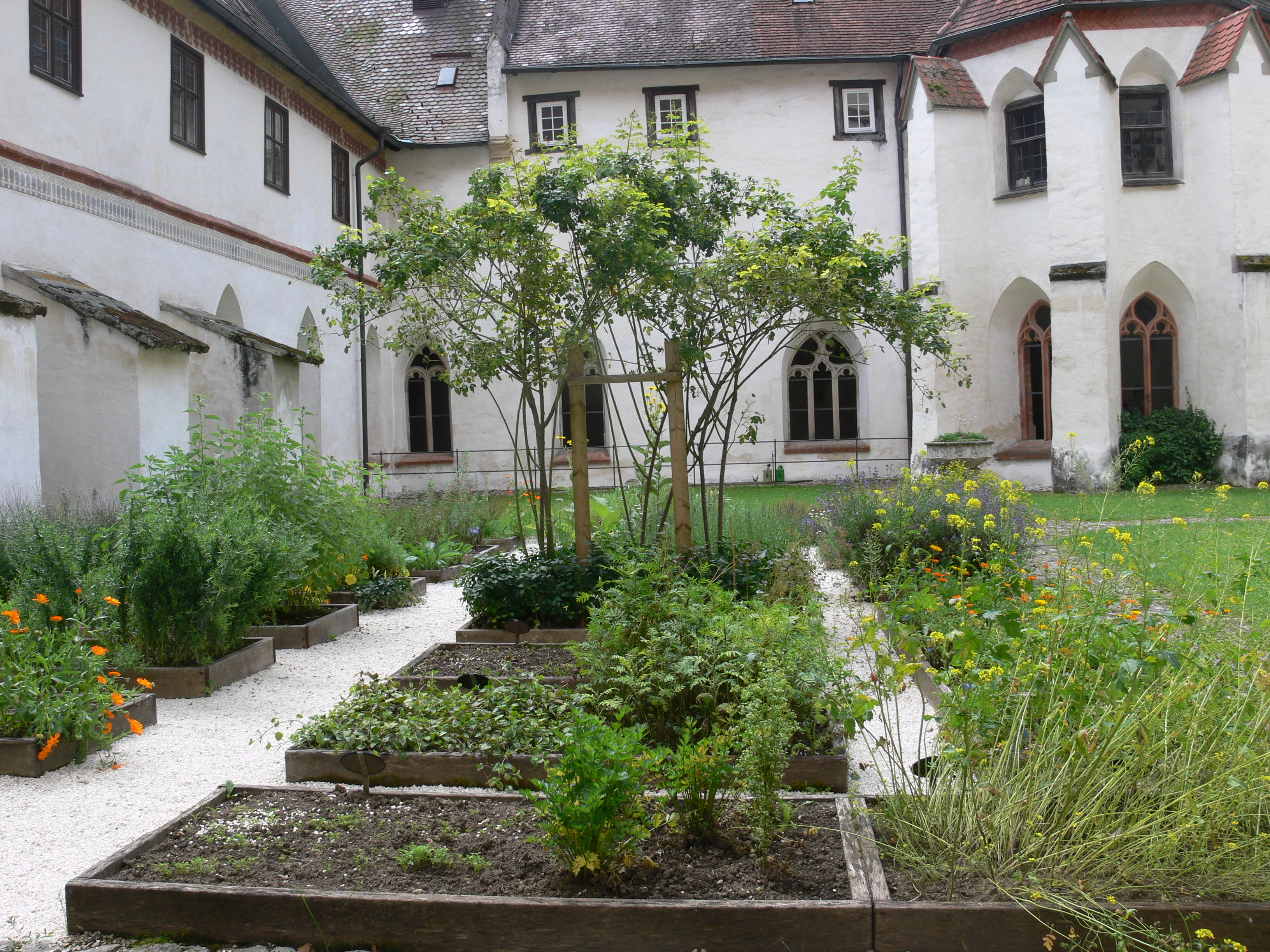
Im Kreuzgang mikroklimatisch begünstigte Hochbeete, Kloster Blaubeuren, 2007

Die Mönche sammelten Werke antiker Autoren über Pflanzen- und Heilmittelkunde, vervielfältigten sie und bauten auf diesem Wissen auf. Sie verfassten eigene Abhandlungen, und zwischen den Klöstern entstand ein reger Austausch von Büchern, Pflanzen, Präparaten und Samen. Auf diese Weise und über den Fernhandel gelangten etliche südeuropäische und orientalische Gewächse in den mitteleuropäischen und nordalpinen Raum. Dort ermöglichte eine geschützte Lage innerhalb oder entlang der Klostermauern deren Kultivierung und damit die vertiefte Kenntnis vormals fremdländischer Pflanzen wie Fenchel oder Liebstöckel. Die ursprünglich mediterranen Pflanzen wurden mit der Zeit nicht nur in den Klostergärten, sondern auch in bürgerlichen und bäuerlichen Hausgärten angepflanzt. Die systematische Unterscheidung der unterschiedlichen Floren und größere botanische Genauigkeit in der Beschreibung der jeweils vorkommenden Arten gelang ab dem 16. Jahrhundert, parallel zu den damals aufkommenden, zahlreichen Kräuterbüchern. Die botanischen Gärten, die sich ebenfalls in dieser Zeit im Umfeld der medizinischen Fakultäten an den Universitäten entwickelten und die Forschung weiter vorantrieben, standen sichtlich in der Tradition der Klostergärten, die zu Lehrzwecken mit exotischen Arzneipflanzen bereichert worden waren.
Einige Orden widmeten sich vor allem oder ganz der mittelalterlichen Klostermedizin. Die Antoniter oder der Lazarus-Orden spezialisierten sich auf die medizinische Tätigkeit, und die Benediktiner sahen die Fürsorge für ihre Kranken als Dienst an Christus selbst.

“Infirmorum cura ante omnia et super omnia adhibenda est, ut sicut revera Christo ita eis serviatur.”

„Die Sorge für die Kranken muss vor und über allem stehen, damit man ihnen wirklich wie Christus diene.“

Vor allem stark riechende Pflanzen fanden im medizinischen Bereich Anwendung. Die seit der Antike herrschende Miasmenlehre besagte, dass giftige Ausdünstungen des Erdreichs mit der Luft fortgetragen würden und so Krankheiten weiterverbreiteten. In den Hospizen wurde die „verpestete Luft“ ausgeräuchert, auf den Böden der Klöster und Kirchen verströmten frische Schnittblumen ihren Duft, dem man eine belebende und heilende Wirkung zuschrieb. Der starke Duft von Rosen und Lilien wurde herausgestellt, während duftlose Blumen keine Beachtung fanden. Nicht zuletzt die Kräuter aus dem Mittelmeergebiet waren wegen ihrer ausgeprägten Aromen bei Ärzten, Apothekern und dem Volk sehr beliebt.
Die Mönche und Nonnen sammelten Erfahrungswissen im Umgang mit den Heilkräutern und deren Wirkkräften. Den eigenen Wissensbestand ergänzten mündliche Überlieferungen der Volksmedizin, die in die Lehre miteinbezogen wurden. Namhaft dafür sind die Abhandlungen der Benediktinerin Hildegard von Bingen. Teilweise wurden darin bereits früher bekannte Behandlungen aufgenommen, einiges war aber völlig neu beziehungsweise in schriftlicher Form bislang nicht festgehalten. Aus den klösterlichen Erfahrungen schöpfte schließlich die weltliche Apotheke, die sich seit dem 14. Jahrhundert in den Städten verbreitet hatte, eigene Kräutergärten anlegte und mit anderen öffentlichen Gesundheitseinrichtungen seit der frühen Neuzeit vermehrt an die Stelle des Komplexes aus Klostergarten, -apotheke und -hospiz trat.